# 2466 Golson
2466 Golson è un asteroide della fascia principale del diametro medio di circa 20,5 km. Scoperto nel 1959, presenta un'orbita caratterizzata da un semiasse maggiore pari a 2,6379173 UA e da un'eccentricità di 0,1648595, inclinata di 5,09223° rispetto all'eclittica.